# Bożena Zabiegała
Bożena Zabiegała (ur. 25 grudnia 1963 w Olsztynie) – polska profesor chemii specjalizująca się w chemii analitycznej, a zwłaszcza w chromatografii, dozymetrii pasywnej, analizie śladów i analizie zanieczyszczeń środowiska. Zatrudniona w Katedrze Chemii Analitycznej na Wydziale Chemicznym Politechniki Gdańskiej.

## Życiorys
Studia chemiczne ukończyła w 1989 na Wydziale Chemicznym PG. W roku 1997 obroniła pracę doktorską pt. „Wykorzystanie techniki dozymetrii pasywnej do monitorowania jakości powietrza wewnętrznego” na tym samym wydziale. W roku 2010 na podstawie rozprawy „Narzędzia do kontroli jakości powietrza wewnętrznego” na macierzystym wydziale otrzymała stopień doktora habilitowanego nauk chemicznych w zakresie chemii, specjalność: chemia analityczna. Aktualnie (2017) jest zatrudniona na tym Wydziale na stanowisku profesora nadzwyczajnego. W 2016 odebrała z rąk prezydenta RP nominację profesorską.
Jej zainteresowania naukowe skupiają się na analityce środowiska, w szczególności analizie jakości powietrza wewnętrznego i atmosferycznego, ekotoksykologii, występowaniu środków kosmetycznych oraz związków endokrynnie czynnych w środowisku, bada też olejki eteryczne – ich skład, profil terpenowy oraz znaczenie terapeutyczne

## Odznaczenia
- Srebrny Krzyż Zasługi (2005)[5]